# Woodhorn
Woodhorn – wieś w Anglii, w hrabstwie Northumberland. Leży 25 km na północ od miasta Newcastle upon Tyne i 420 km na północ od Londynu.